# Tiagöl
Tiagöl är en sjö i Lessebo kommun i Småland och ingår i Lyckebyåns huvudavrinningsområde. Tiagöl ligger i Tiafly Natura 2000-område.